# Artigiano in Fiera

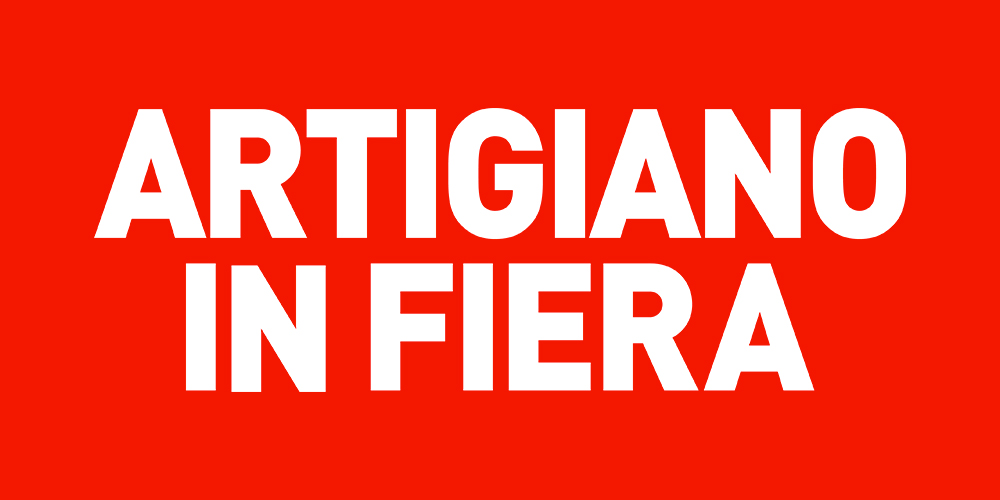
Logo.

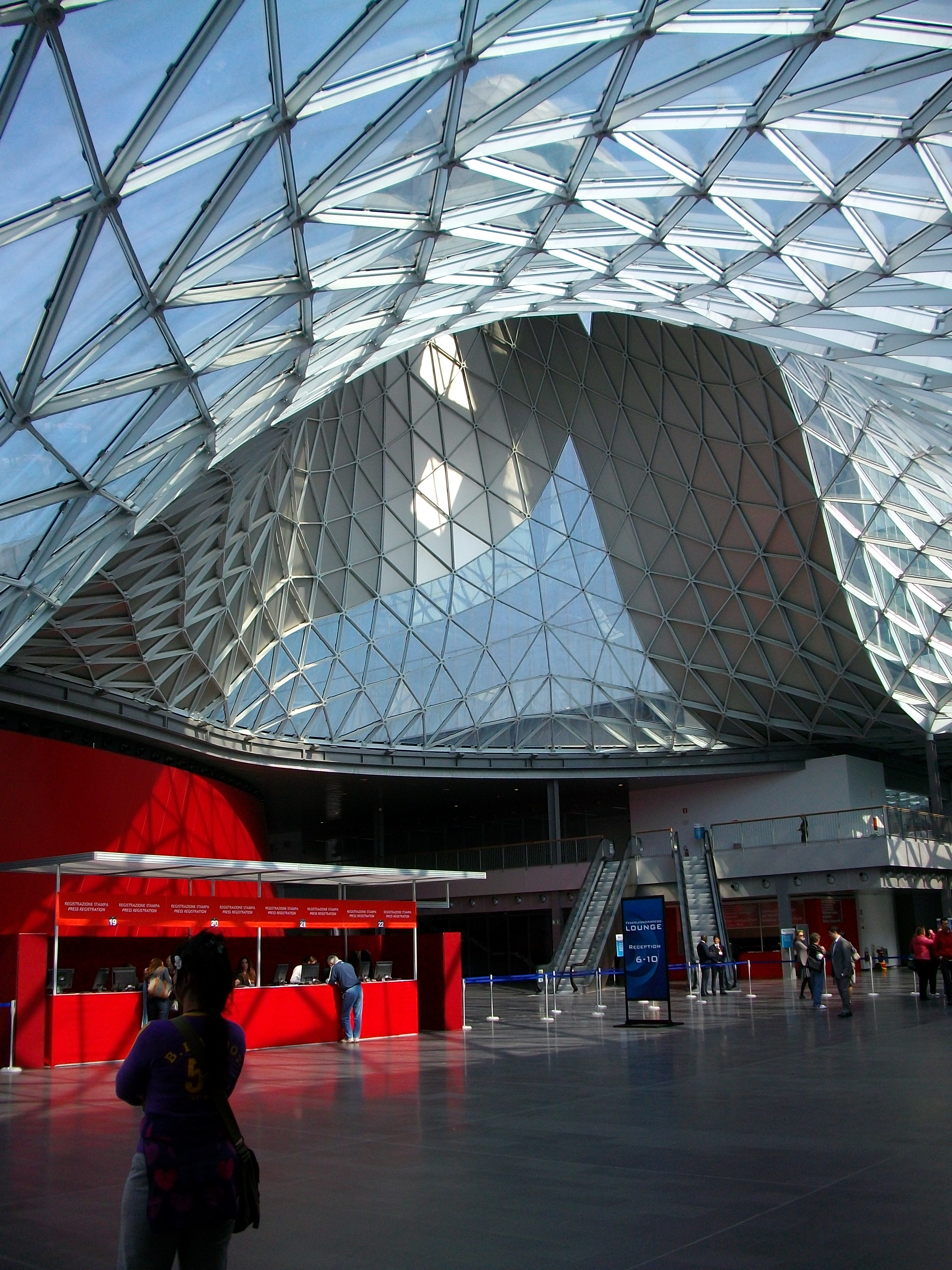
Fiera Milano, Veranstaltungsort.

Die Artigiano in Fiera (übersetzt in Handwerker auf der Messe) ist die weltgrößte Messe für Handwerkskunst. Seit 1996 gibt sie jährlich dem traditionellen Handwerk in Mailand eine Plattform für handgemachte Konsumgüter. Handwerksbetriebe und Manufakturen, die regional produzieren und sonst nur vor Ort verkaufen, vertreiben auf der Messe ihre Produkte aus den Bereichen Kunst & Freizeit, Schmuck, Delikatessen, Mode, Wohnkultur sowie Kosmetik & Pflege. Neben zahlreichen Restaurantbereichen und Live-Vorführungen an den Ständen gibt es ein musikalisches Programm sowie interaktive Workshops. 2015 nahmen 3250 Handwerksbetriebe an der Messe teil, die über zwei Millionen Besucher verzeichnete. Die Betreibergesellschaft ist die 1995 gegründete Gestione Fiere S.p.A. (Ge.Fi.).
Im Juni 2014 folgte mit der Online-Plattform Artimondo die Anbindung der Messe ans Internet. Bisher gibt es Artimondo auf Deutsch, Italienisch und Englisch.

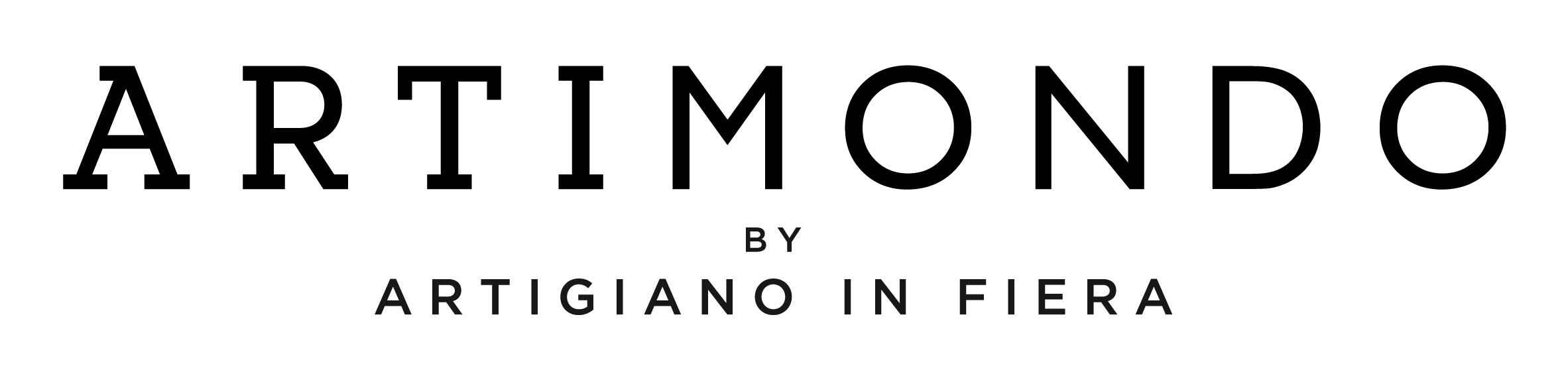
Logo der Online-Plattform Artimondo.

Im Jahr 2020 wurde aufgrund der COVID-19-Pandemie beschlossen, die Öffentlichkeit nicht direkt im Ausstellungszentrum zu empfangen, sondern die Veranstaltung in eine fast einen Monat dauernde Live-Online-Veranstaltung umzuwandeln, um Versammlungen zu vermeiden.

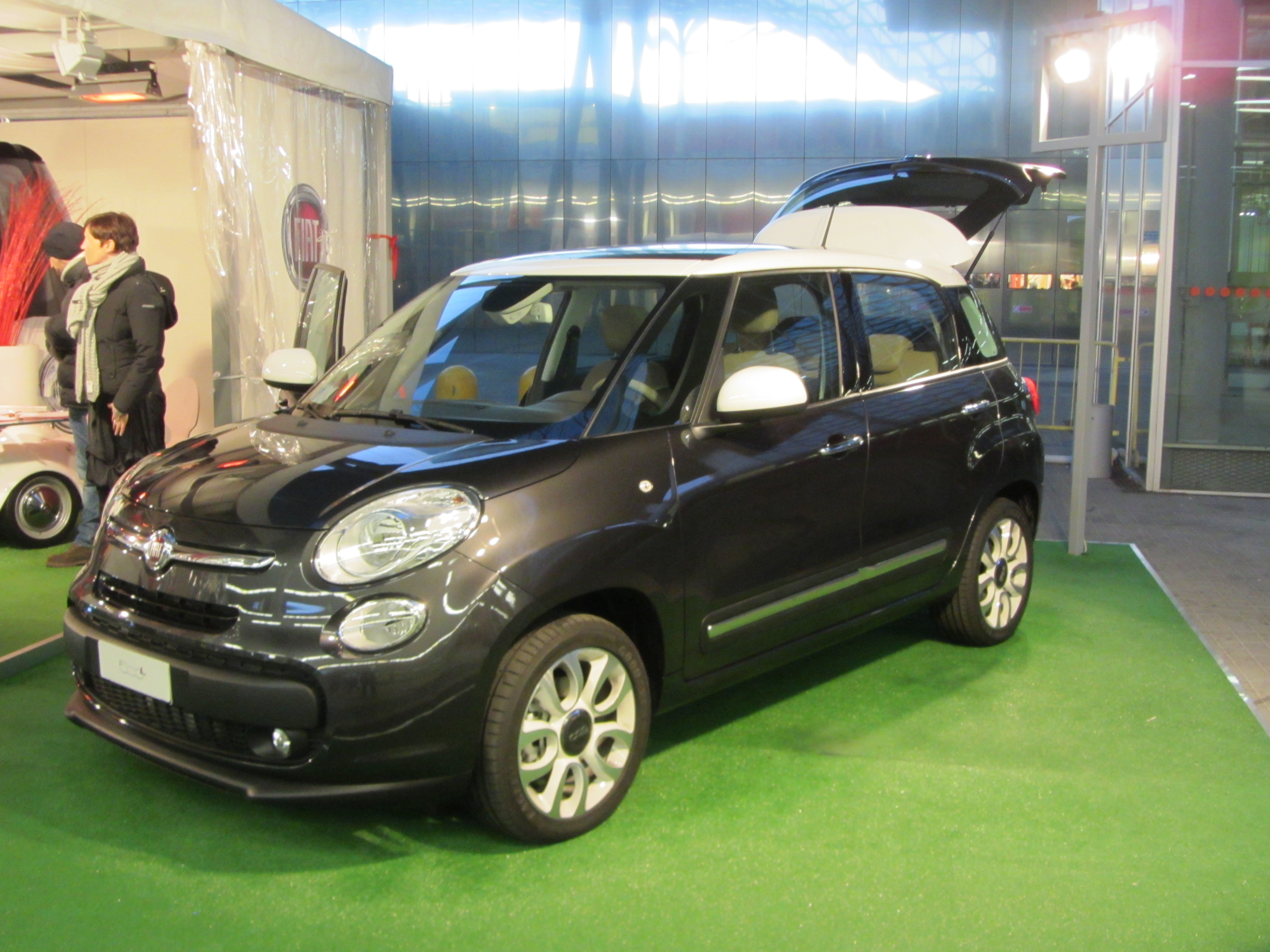
Auto auf einem Stand des Artisan auf der Messe vorgestellt.

Vom 29. Mai bis 2. Juni 2025 wurde Artigiano in Fiera erstmals zusätzlich zur traditionellen Herbstveranstaltung auch in einer Frühjahrsausgabe organisiert und wechselte damit von einer jährlichen zu einer zweijährlichen Veranstaltung.